# UD・コンドル
コンドル（Condor）は、UDトラックス（2010年1月31日までは日産ディーゼル工業）が販売する中型、及び小型トラックである。なお、2017年からはいすゞ自動車からのOEM供給を受けて販売している。

## 概要
中型車は2017年登場の5代目から、UDトラックスの親会社であるいすゞ自動車からフォワードのOEM供給を受けているが、4代目までは自社で生産されていた。過去には小型トラックのコンドル20/30/35、コンドル10/15（2007年以降からは名称が「コンドル小型トラック」に統一）やコンドルのシャシーにアトラス20系のキャブを載せた中型トラックのコンドルS/コンドルSS（いずれも絶版）も存在した。
自社生産時代には、2002年に世界で初めて電気エネルギーの蓄積に電気二重層コンデンサを用いた、パラレルハイブリッド方式の「キャパシタハイブリッド」を発表。日野自動車との間で、キャパシタハイブリッドの技術供与と、日野製ディーゼルエンジン供給の相互提携契約も行われ、これに伴い2004年から中型車のエンジンは日野自動車製となっていたが、提携解消後の4代目から自社製に回帰し、4代目の生産終了まで搭載された。

## 歴史

### 初代（1975年-1983年）

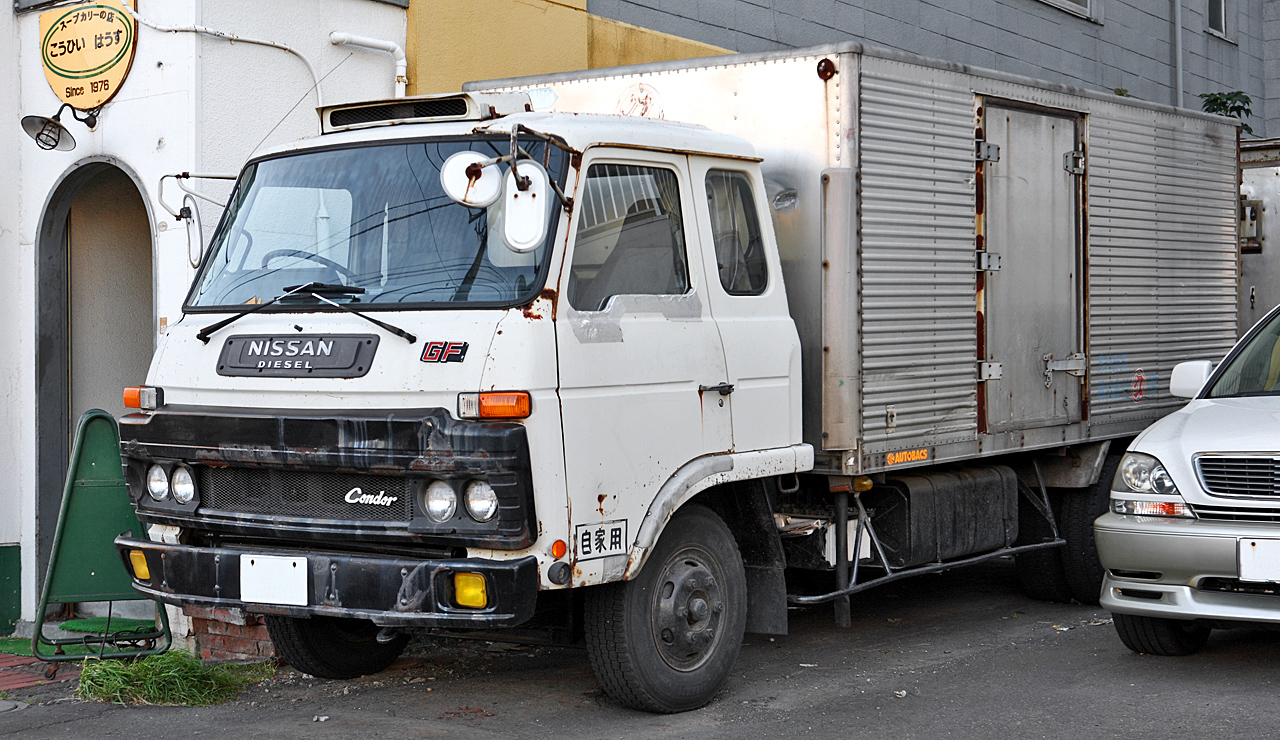
初代コンドル（1981年改良型）

1975年5月
登場。エンジンはED6型（渦流室式）。
同時に、パワートレインや足回りの一部を共有する中型バス、RM90も発表されている。
キャブの基本骨格はCシリーズと共通している。テールランプは長方形の橙／赤の2色タイプ（サングレイトと同じ）で、赤レンズに丸いリフレクターがあった。
1976年10月
パワーステアリング付車を追加。
1977年4月
直噴ターボエンジン車「コンドルGF」を追加。エンジンはFD6（T）を搭載。パワーステアリングやクーラーを標準装備していた。
1979年2月
マイナーチェンジ。NAエンジンをED6型からFD6型に変更し、昭和54年排出ガス規制適合。キャブデザインも変更される。キャッチコピーは「いま、男のドラマが始まる。」テールランプが角型に変更されたのはこのモデルからである。
1979年6月
6t積クラス「コンドル6」を追加。FD6（T）エンジンとOD6速トランスミッションを搭載していた。
1980年10月
Cシリーズのキャブを流用したワイドキャブを追加。同年12月にはコンドル6にもワイドキャブが追加された。
1981年
マイナーチェンジ。フロント部分の「NISSAN DIESEL」のロゴが変更される。
初代のコンドルにはフロントホイールのセンター部分に「UD」の刻印が入っていた。

### 2代目「さわやかコンドル(前期型)・「ハイパーコンドル(後期型)」（1983年-1993年）

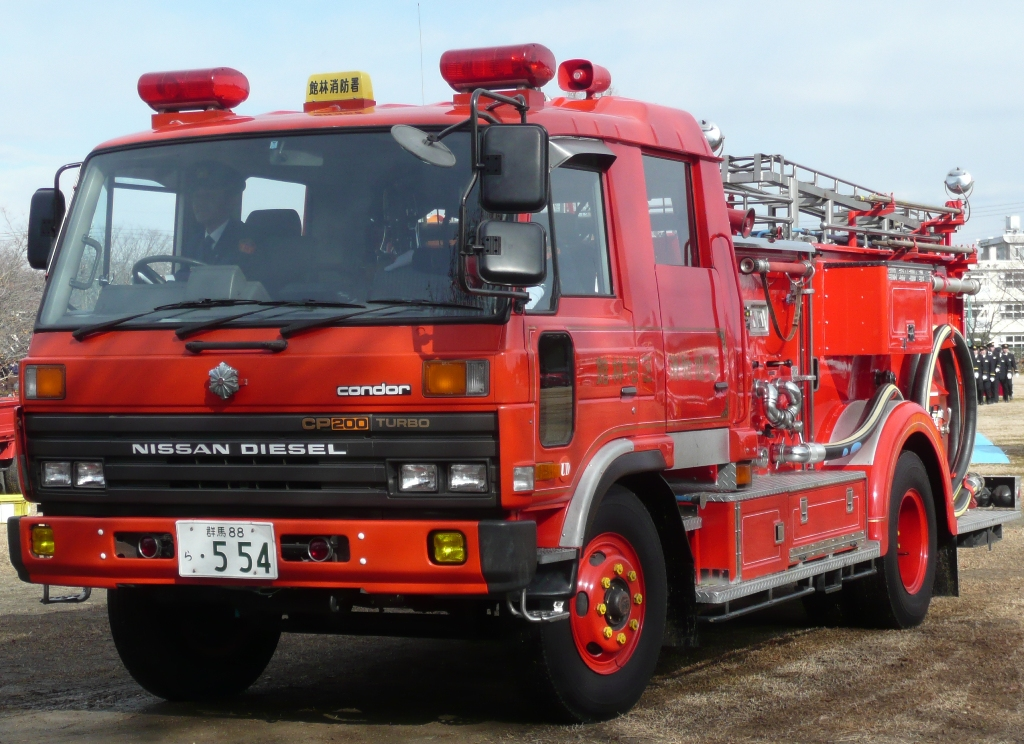
2代目コンドル（中期型CP）

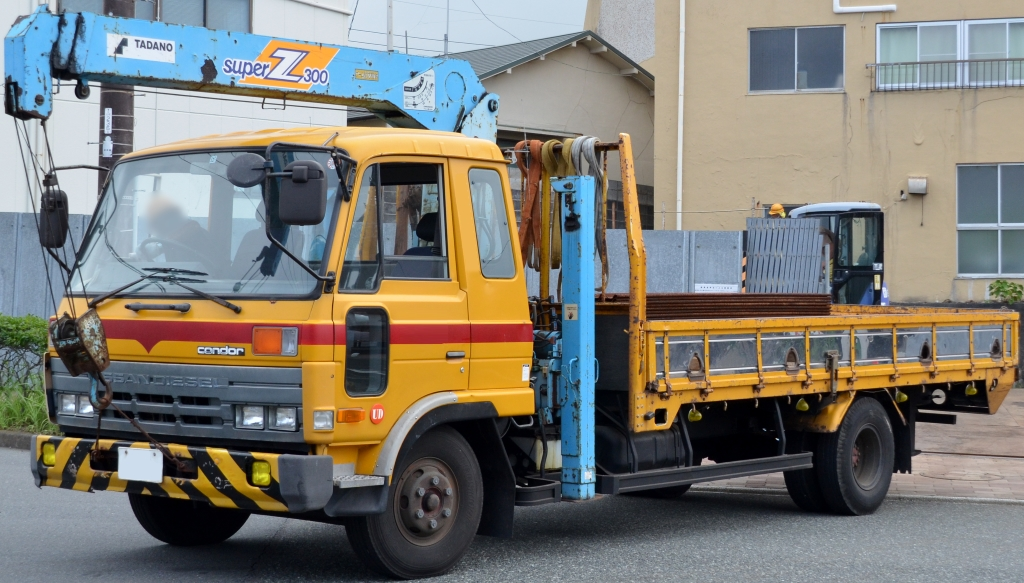
2代目コンドル（後期型CM）

1983年5月
登場。キャッチコピーは「POWER PROFESSIONAL」昭和58年排出ガス規制適合。キャブの基本骨格は大型車と共通ではなく、コンドル専用設計になる。この頃のUD特有の四角いバックランプはフォグランプの流用で、クリアレンズになっている以外はフォグと同じである。
1984年12月
一部改良。外観では運転席側のミラーを変更。グリルの回り込んだ部分にサイドディフレクターを追加。エンジンを無過給のFE6（B）型と直噴式ターボのFE6（C）型に変更。
1985年5月
5t積クラス「コンドル5」を追加。
1985年7月
7t積クラス「コンドル7」を追加。
1988年7月
マイナーチェンジ。内外装を変更。サイドディフレクターにコーナリングランプを新設。前期型ではそれぞれ独立していた排気ブレーキとワイパーのレバーは「マルチユースレバー」として1本に集約された。新開発インタークーラーターボエンジン・FE6TAを設定。キャッチコピーは「Big Change」。
1989年
ABSを設定。
1990年4月
マイナーチェンジ。フロントグリルとミラー形状を変更。エンジンを5PSアップするとともに平成元年排出ガス規制適合。通称「ハイパーコンドル」と名乗る。

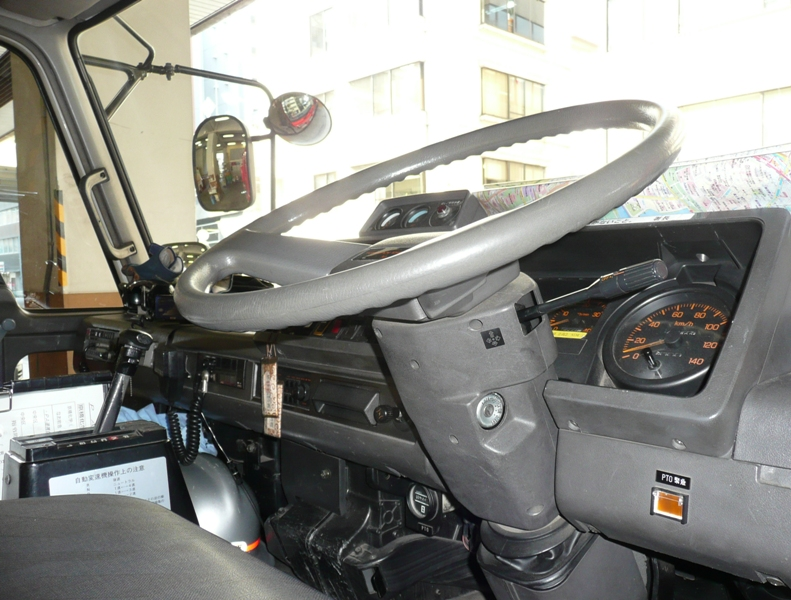
後期型車内（4速ATはオプション）

### 3代目「ファインコンドル」（1993年-2011年）

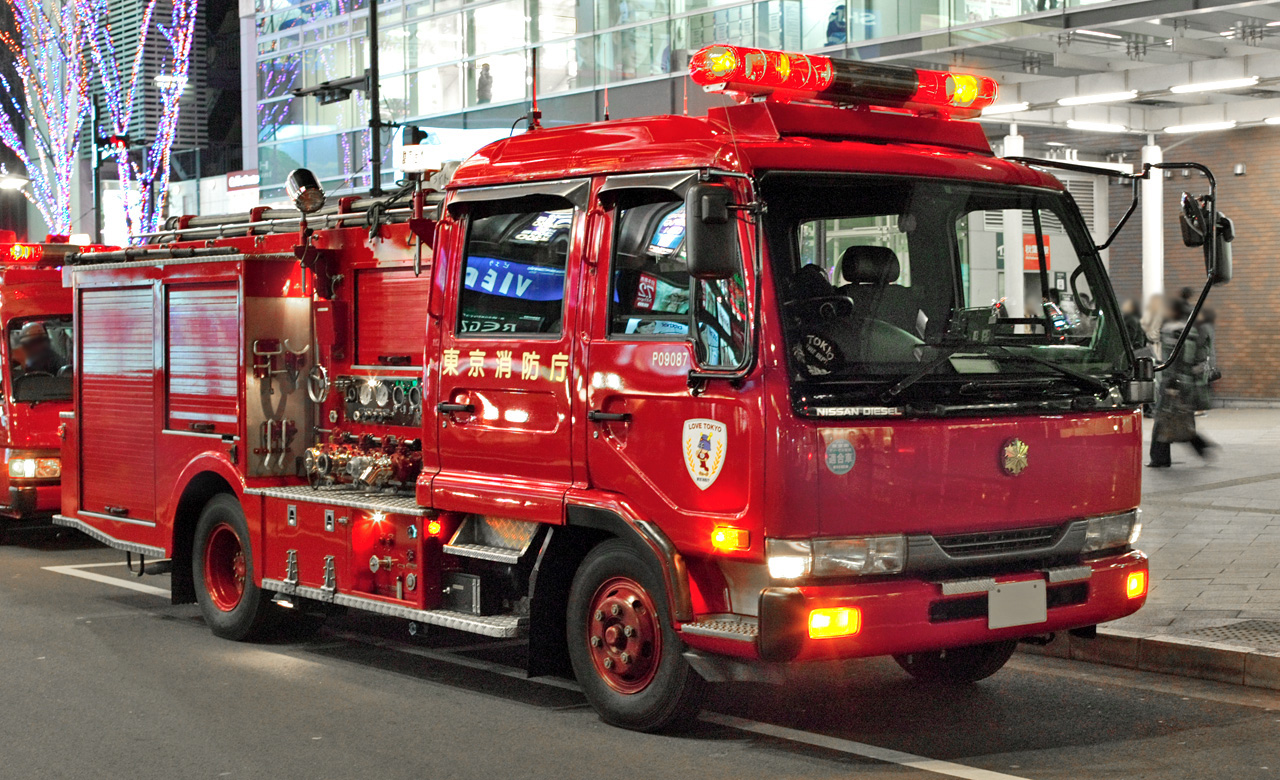
3代目コンドル（MK）
1995年改良型

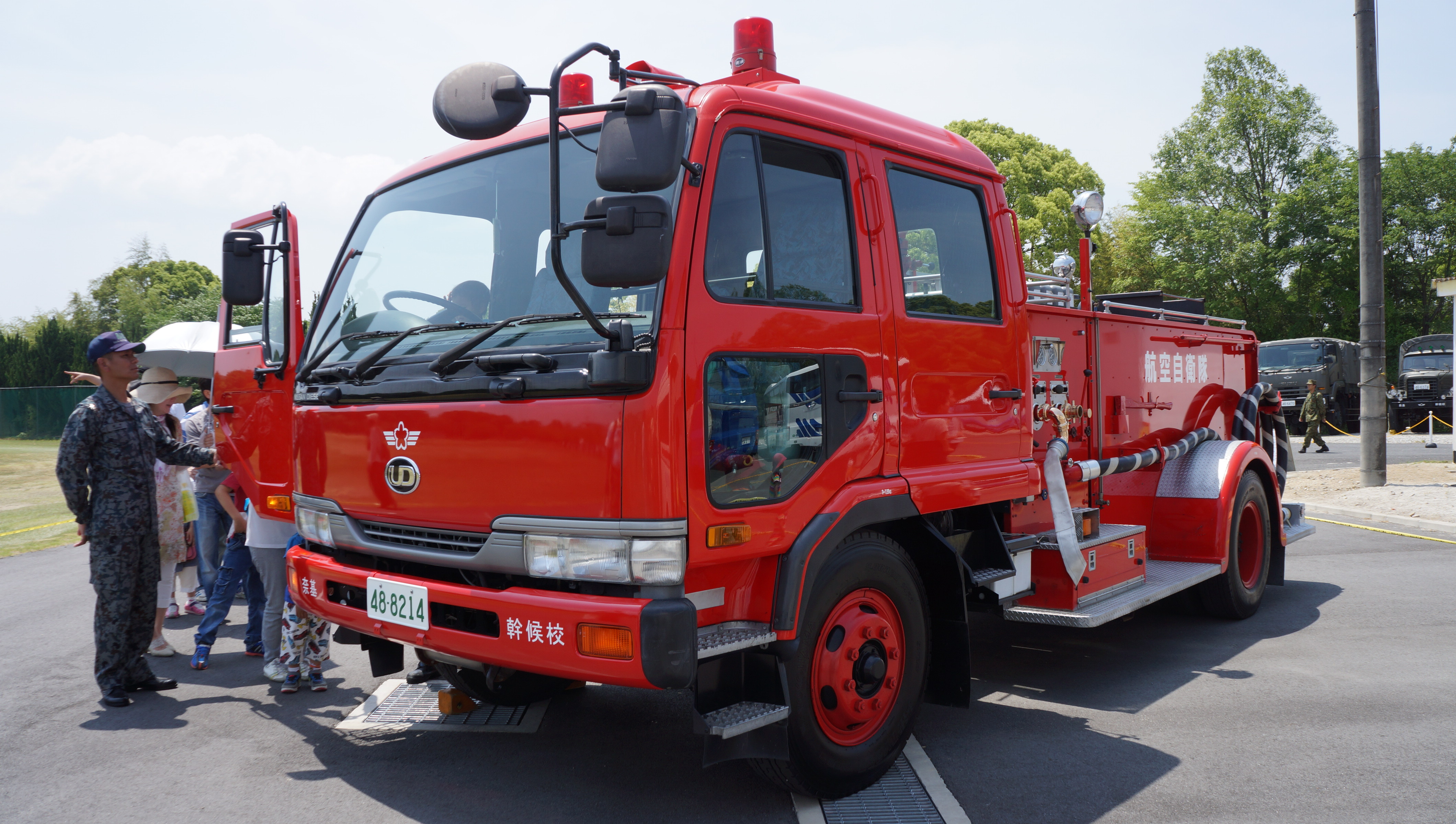
3代目コンドル（PK）
1997年改良型

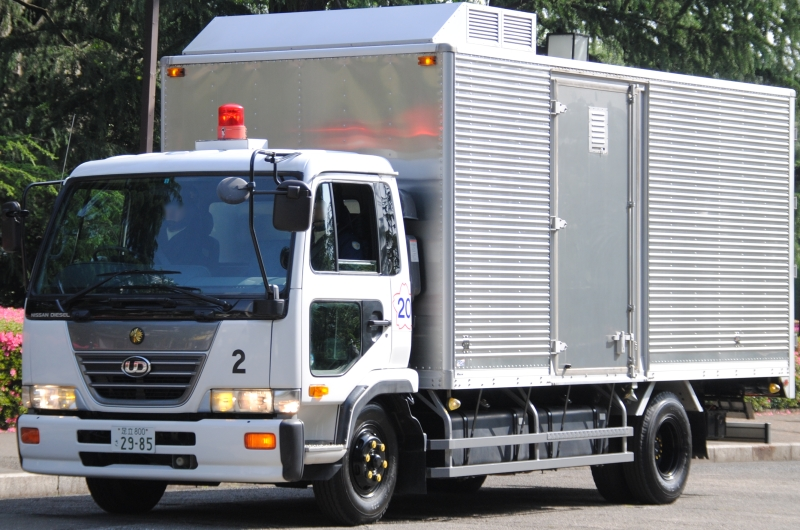
3代目コンドル（MK）
1999年改良型

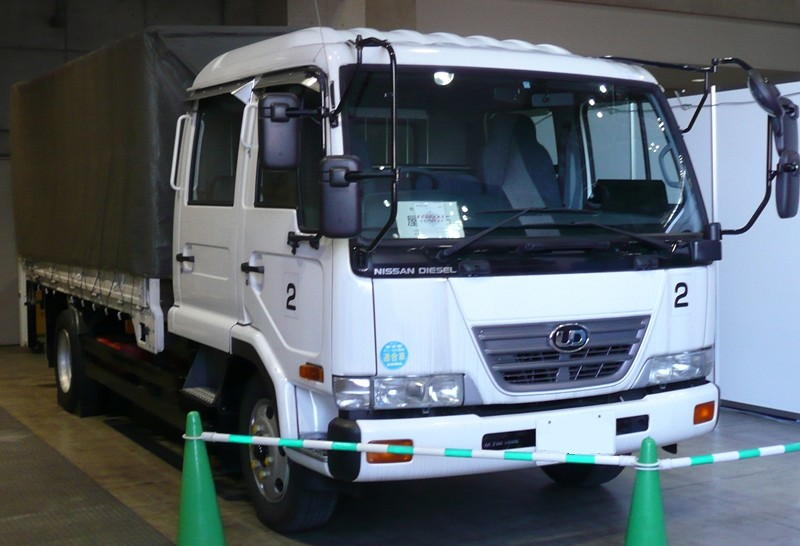
3代目コンドル（LK）
2002年改良型

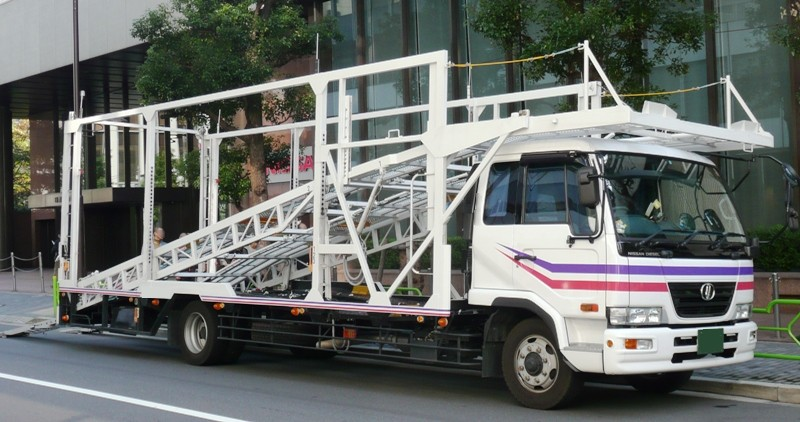
3代目コンドル（PK）
2004年改良型

1993年1月
登場。この代はビッグサムとの部品共通化を図ったキャブになり、再び大型車と基本骨格が同じになる。上級グレードの名称が2代目のエクストラからカスタムに変更された。
1994年
4WD車を追加。
1995年2月
マイナーチェンジ。フロントグリルを変更し、同年より採用した新タイプのNISSAN DIESELロゴとUDエンブレムを装着した。平成6年排出ガス規制適合。また、FE6TB型を260psに向上した。
1996年9月
CNG車追加。
1997年4月
ショートキャブ（コンドルZ）登場。コンドルSSも並行して2004年まで生産される。
1997年8月
マイナーチェンジ。キャブの内外装を変更されるとともに、サイドドアビームと衝撃吸収式ステアリングを標準装備。全車に運転席SRSエアバッグもメーカーオプション設定された。
1997年10月
低床3軸・10t積のPWを追加。
1998年8月
低床4WD車が発売される。
1999年4月
マイナーチェンジ。逆台形の大型フロントグリルを採用するとともに、平成10年排出ガス規制に適合される。
2000年1月26日
アリソン・トランスミッション製5速オートマチックトランスミッション搭載車を設定。
2000年3月15日
MKシリーズに炭素繊維複合材を用いたウィングボディ車を設定。従来のアルミウィング車に比べて250kgの軽量化が図られ、最大積載量4000kgを実現した。（東レ＋浜名ワークス製）
2000年5月19日
FU6型エンジンを搭載するCNG車をマイナーチェンジ。エンジン出力を向上し、標準車に先立ち、内外装の一新が行われた。
2000年5月23日
マイナーチェンジ。全車にABSと運転席SRSエアバッグが標準装備された。
2000年12月12日
FU6型エンジンを搭載するCNG車に5速ATを採用したモデルを追加。
2002年5月21日
一部改良。フロントリッドグリル上部の塗装色をジャンピングホワイトに変更した。平成13年騒音規制適合。
2002年5月28日
CNG車を一部改良。車両重量を軽減したほか、フロントリッドグリル上部の塗装色をジャンピングホワイトに変更した。
2002年6月24日
FE6型エンジンを搭載し、世界初となるキャパシターハイブリッドトラックを追加。モーターの駆動方式はパラレル式をとった。また、大型車に利用される機械式オートマチックトランスミッションを中型車では初めて採用した。同年10月4日には最初の納車先となる日本通運八王子支店に配置された。また、翌年度の年度省エネ大賞においては最高賞となる経済産業大臣賞を受賞した。
2003年2月3日
9tクラスのPK系にエアサス車を追加。
2003年4月21日
CNG車を改良。燃料容器の容量を増大した。
2004年5月20日
マイナーチェンジ。エンジンを日野自動車製J07E/J08E型エンジンに変更して平成15年排出ガス規制に適合し、CIも変更した。
ウインカーとフォグは一体型になった。これはいすゞ・342フォワード、日野・スペースレンジャーとも共通である。
2006年4月7日
J08C型エンジンを搭載するCNG車のカーゴ系・塵芥系に5速オートマチックトランスミッションをオプション設定。
2006年11月7日
一部改良。新長期規制に適合。
2008年6月10日
一部改良。GVW11tの中型免許対応車を追加。
2010年8月23日
4代目が登場した後も、MK（4t）とLK（5t）が暫くの間継続販売。
2011年7月11日
4代目にMKとLKが登場したため3代目全車種の販売が終了。ただし海外向けの生産は2016年現在でも継続中。
モデル末期には「UD TRUCKS」のエンブレムと新CIが装着されたが、総合カタログ（一部特装車の物を除く）やホームページの製品紹介の写真は最後まで旧社名「NISSAN DIESEL」のままだった。

### 4代目「フレンズコンドル」（2010年-2017年）

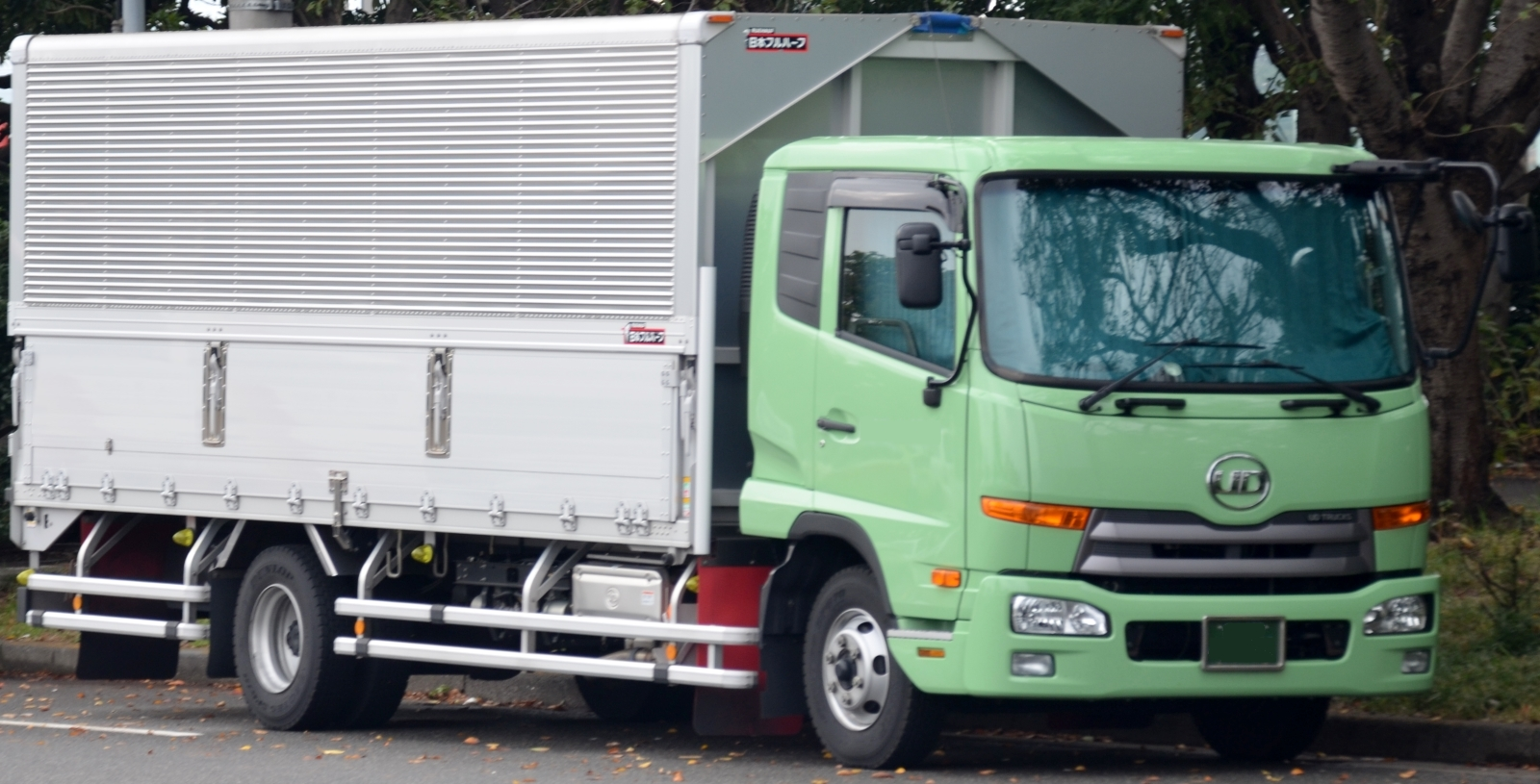
4代目コンドル（MK）

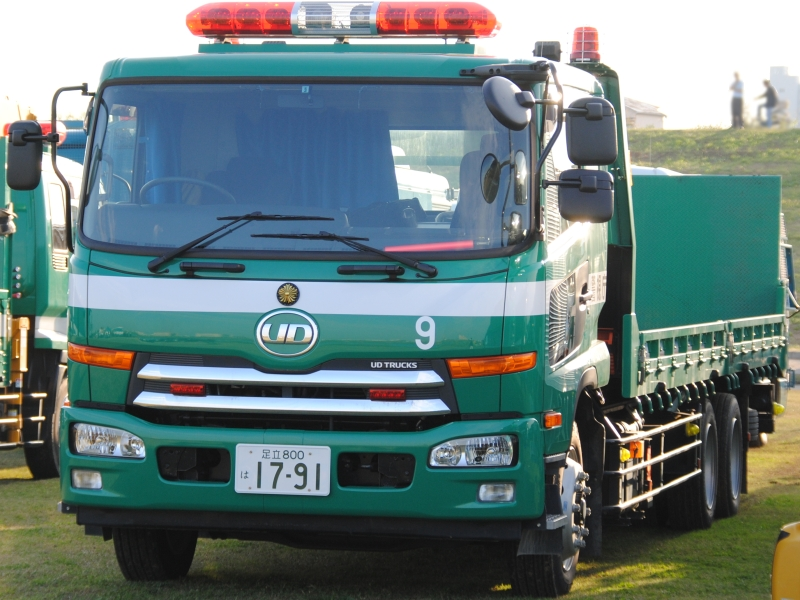
4代目コンドル（PW）

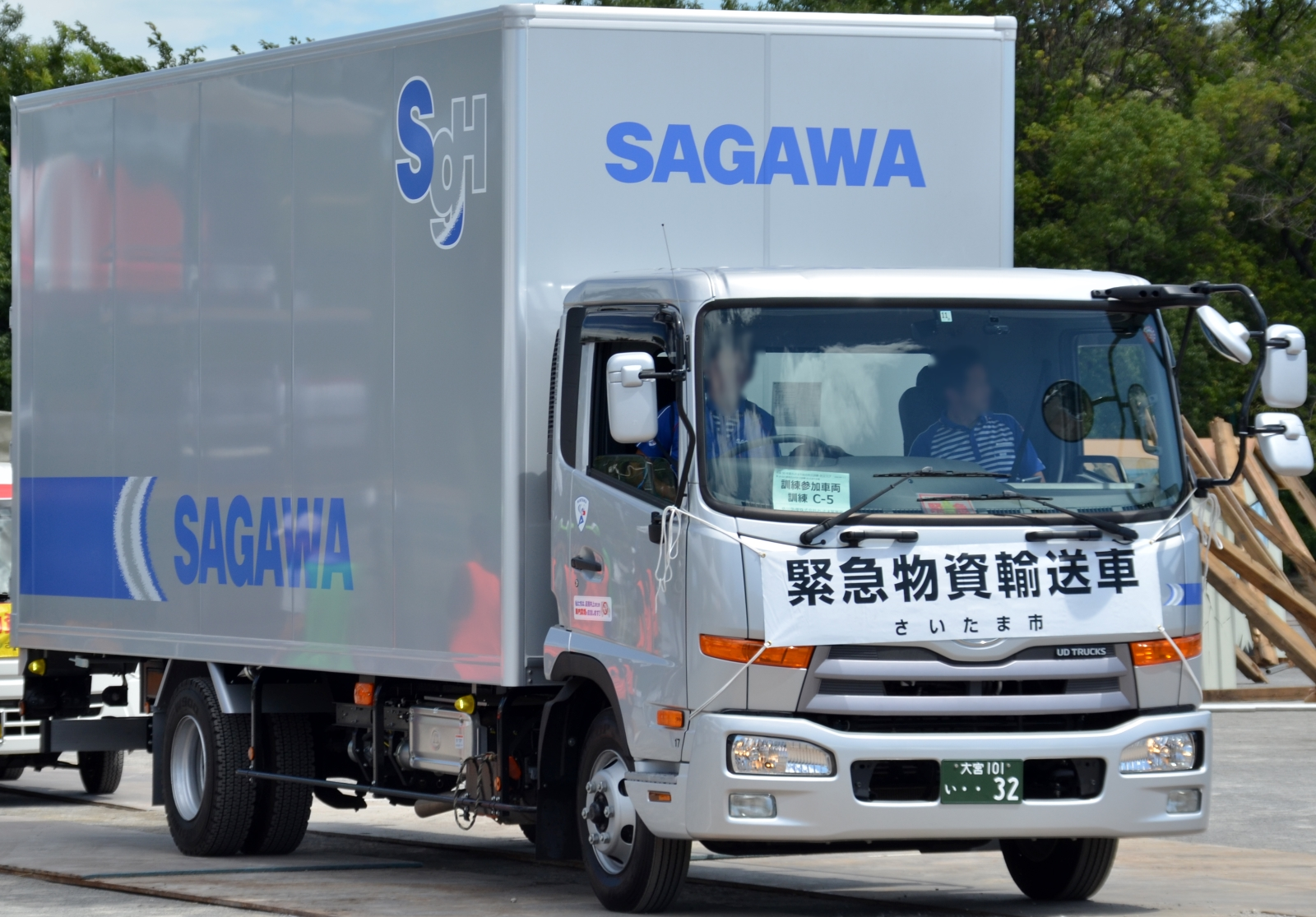
MK（ショートキャブ）
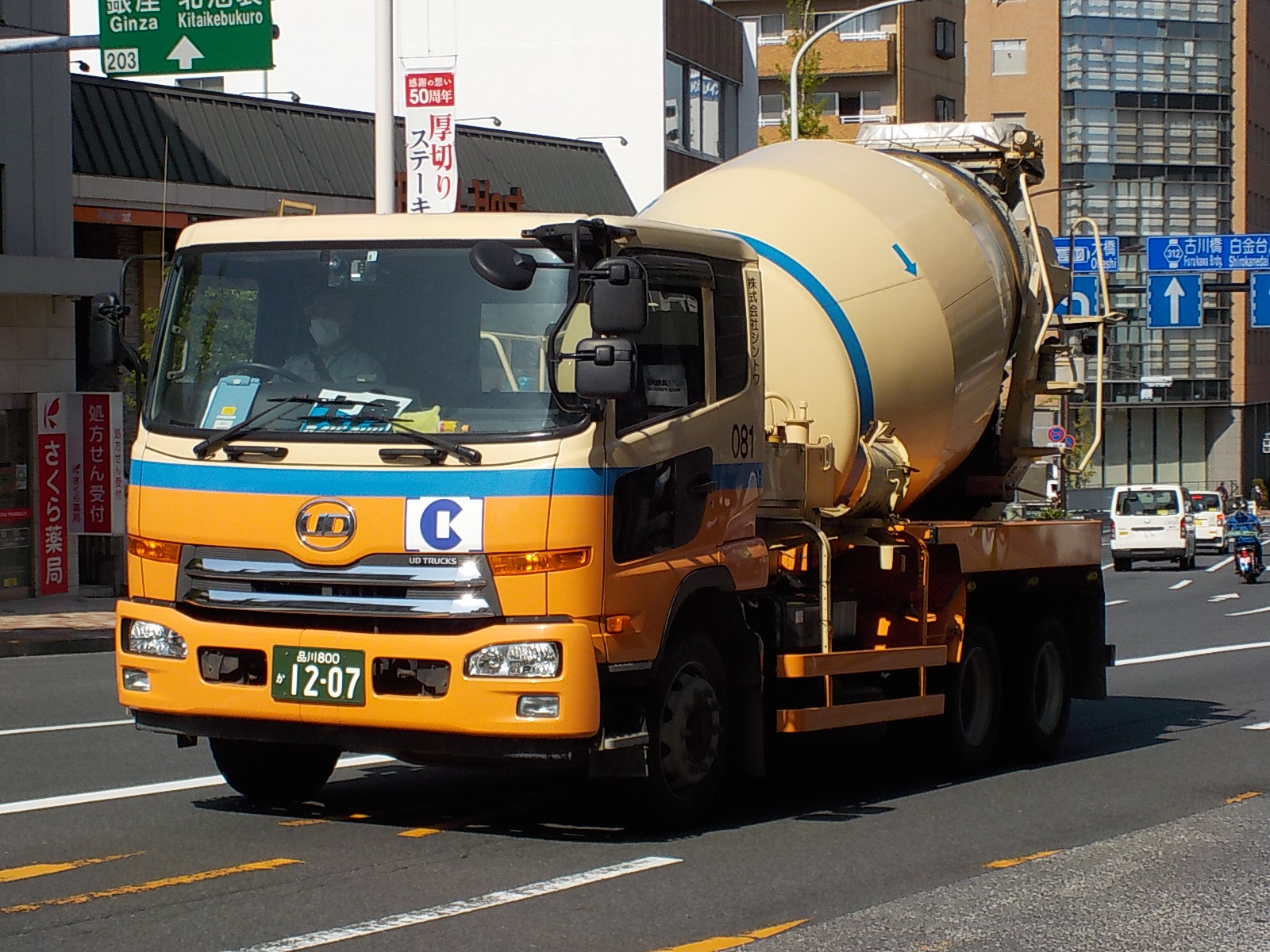
PW

2010年4月20日
8トンクラスモデル（PK）の開発を先行発表。2010年度内に日本で発売を開始し、2010年秋に米国でも販売予定。国内外向け共に上尾工場で生産する予定と発表された。
2010年8月23日
登場。PK（9tクラス）とPW（12tクラス）がフルモデルチェンジ。その他のモデルは3代目を継続販売。ステアリング、メーター、シュノーケル、キャブ後面パネルはファインコンドルより流用。クオンにもビッグサムから同様の流用がされた。
大型トラック・クオンとキャブの部品の大部分を共用し、エンジンは自社開発・生産のGH7エンジンを搭載。クオンに採用された尿素SCRシステム「FLENDS（フレンズ）」をコンドルに初めて採用し、NOxを低減。同時にポスト新長期排出ガス規制に適合。車名フォントもクオンと同デザイン「Condor」に一新された。また、当代モデルのみ、排気ブレーキレバーのONのポジションが、従来の引き下げる位置（日野・いすゞと同様）から押し上げる位置（三菱ふそうと同様）に変更された。
2010年11月22日
8tクラスのPKを追加。
2011年7月11日
4tクラスのMK、5～6tクラスのLKを追加。新たにGH5エンジン（LKフルキャブにはGH7も設定）を搭載。
2017年7月
販売終了。42年2か月に渡るコンドル自社生産の歴史に幕を下ろした。
- MK（ショートキャブ）
- PW

### 5代目（2017年-2024年）

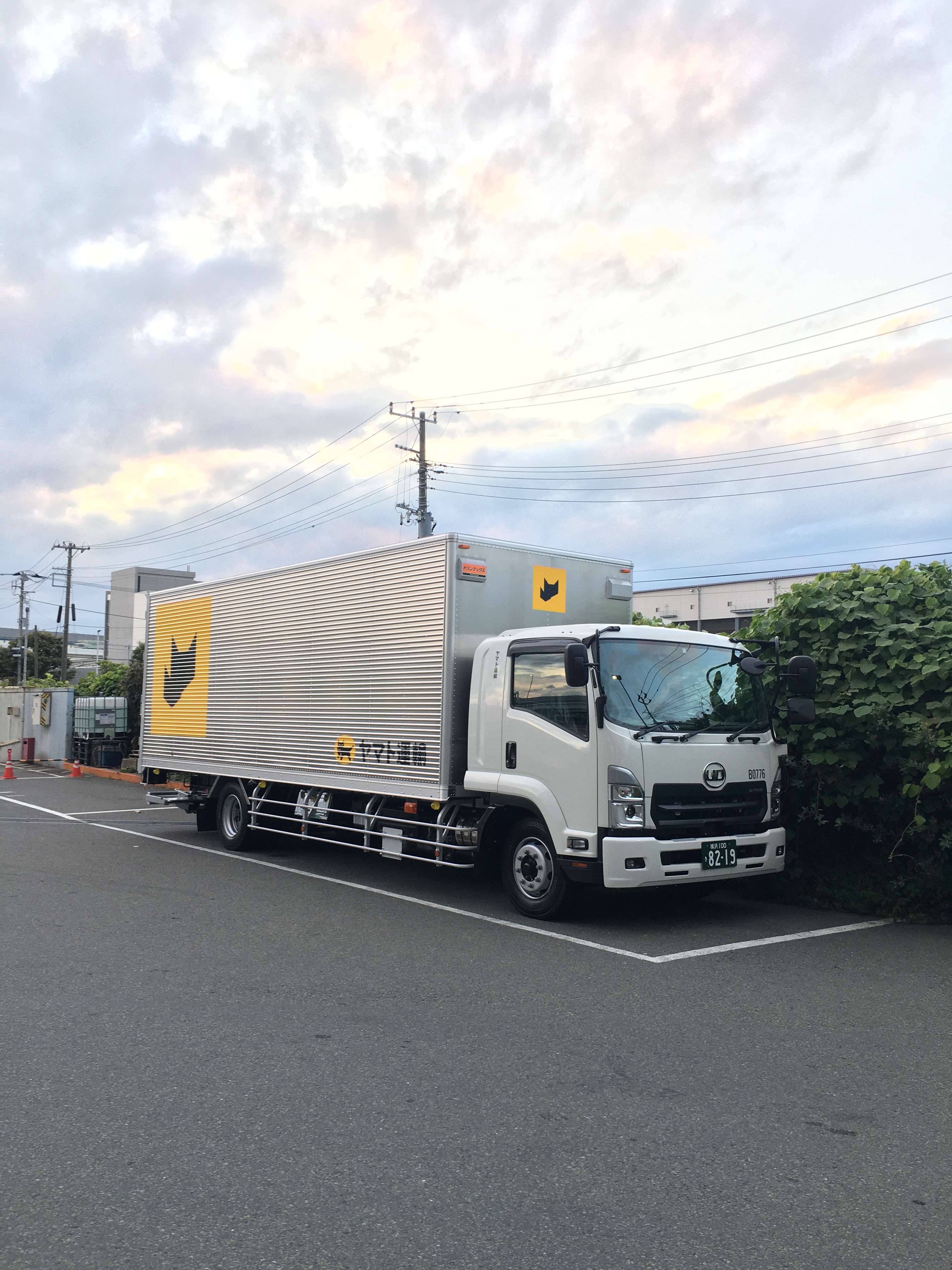
5代目コンドル

2017年7月28日
いすゞ自動車からフォワードのOEM車でフルモデルチェンジ。フォワードとは異なり、ヘキサゴングリルを採用。ラインナップはGVW7.5t・GVW8t・GVW11tがMK/LKシリーズとして、GVW14.5t・GVW16tがPKシリーズとしてそれぞれ発売される。搭載エンジンはMK/LKは4HK1-TCC（190ps）・4HK1-TCS（210ps）・4HK1-TCH（240ps）の3種類が設定されているが、PKは4HK1-TCH（240ps）のみ搭載される。また、プリクラッシュブレーキ、ミリ波車間ウォーニング、 LDWS（車線逸脱警報）、ESC（電子式車両姿勢制御システム）を全車（全駆除く）に設定している。セミオートマチックトランスミッション車はスムーサーFxの名称は商標権の関係で使用されずに単にAMTと称する。GVW20t車は当初はOEM供給されていなかったが、後にPWとして追加供給された。GVW20t車のエンジンは、フォワード同様に4HK1-TCH（240ps）・6NX1-TCN（310ps）の2種類を設定している。

### 6代目（2024年-）

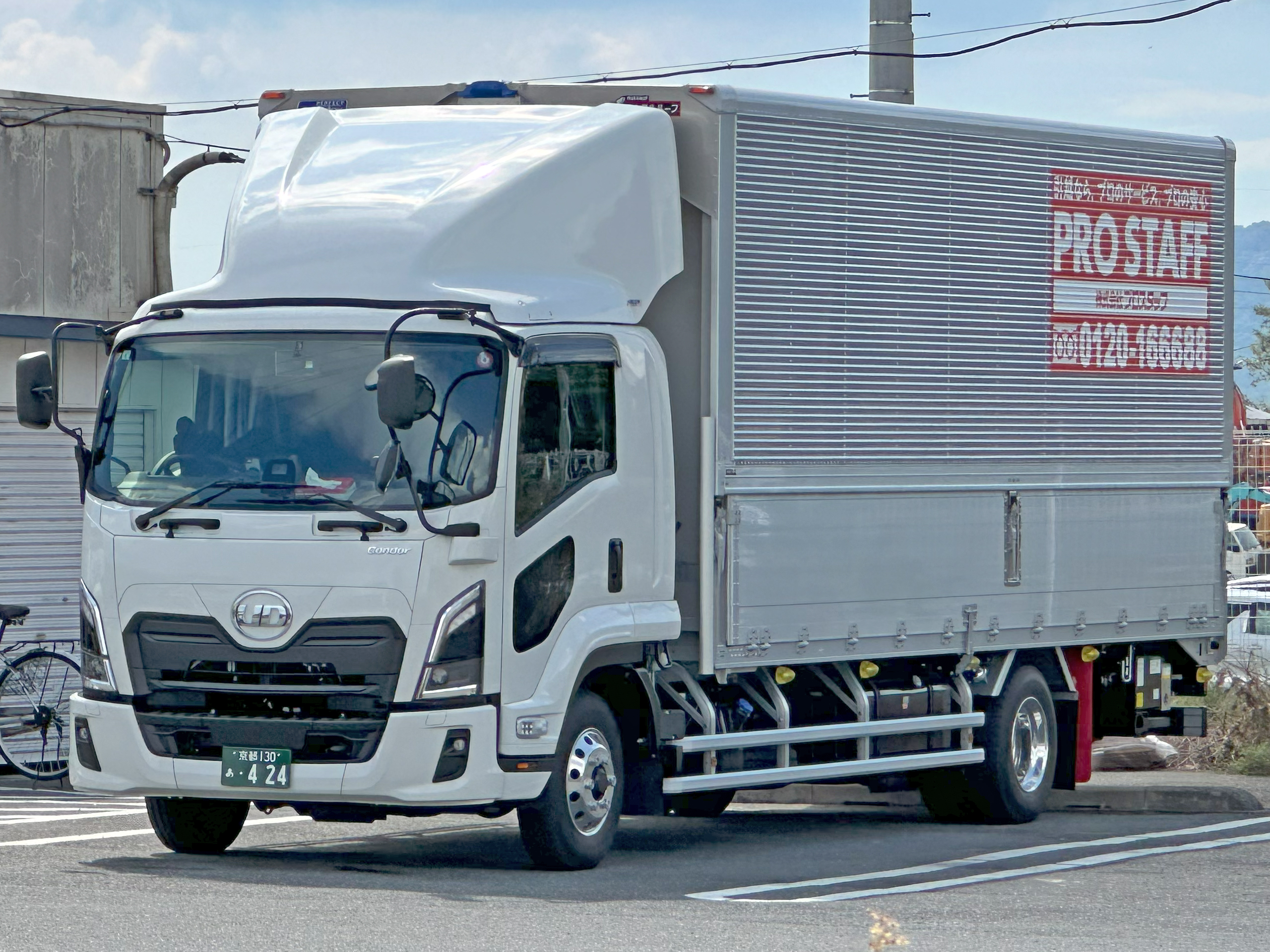
6代目コンドル

2024年1月24日
5代目と同じく親会社であるいすゞ自動車からフォワードのOEM車でフルモデルチェンジ。フォワードとは異なり、3代目カゼットと共通性のあるグリルデザインを採用。エンジンは4HK1-TCC（190ps）・4HK1-TCS（210ps）・4HK1-TCH（240ps）のまま変更はない。AMTの名称も、UDトラックスがいすゞ傘下になったことに伴い、スムーサーFxの名称が使用されることになった。
ラインナップは5代目同様、GVW7.5t・GVW8t・GVW11tがMK/LKシリーズとして、GVW14.5tがPKシリーズとしてそれぞれ発売される。
インテリアも大幅に変更され、インパネには3代目カゼット同様に7インチディスプレイを配置し、ステアリングスイッチを標準装備した他、高機能シートをオプションで新規設定した。助手席にはは4代目以来となるフルフラット機能が追加さされた。アクセルペダルは吊り下げ式に変更された。
安全支援機能パッケージはOEM元のフォワードと同じパッケージ設定となり、装着が義務化されている装備を標準装備している「BASIC」がBRR（190ps車）とBRS/BSSに（BRRの210ps車にもメーカーオプションで設定、BRS/BSSは交差点警報はなし）、標識連動型スピードリミッター、ドライバーステータスモニター、可変配光型LEDヘッドランプ、標識認識機能を装備した「STANDARD」をBRRの210ps車とBSR/BTR/BVR/BVZに（BRRの210ps車とBSRのスムーサーFx搭載車は「ADVANCE」標準装備車も設定、BRR（190ps車）はメーカーオプション）、全車速車間クルーズ、ドライバー異常時対応システム(EDSS：Emergency Driving Stop System)（単純停止機能のみ）、電動パーキングブレーキを「ADVANCE」（BRR（210ps車）とBSRのスムーサーFx搭載車のみ。BRRの210ps車とBSRのスムーサーFx搭載車は「STANDARD」も設定、BTR/BVR/BVZはメーカーオプション）にそれぞれ標準装備した他、レーンキープアシスト、ドライバー異常時対応システム（単純停止機能・車線内停止機能）、ブラインドスポットモニターを「PREMIUM」パッケージにおいて、BRRの210ps車とBSR/BTR/BVR/BVZ（いずれもスムーサーFx搭載車のみ）にメーカーオプション設定した。
2024年7月23日
GVW15t超車（GVW16t、GVW20t、GVW22t）を追加設定し、同日より販売。
同日より追加設定されたフォワードのGVW15t超車と同様にシャシーフレームを一新すると共に、いすゞとカミンズとの共同開発のDB6A型直列6気筒エンジン（260ps、300ps）や専用バンパーヘッドランプなどを採用している 。
GVW15t超車の追加設定に伴い、3代目から続いていたMK/LK/PKといったシリーズ名称は廃止され、フォワード同様にGVW7.5t、GVW8t、GVW11t、GVW14.5t、GVW16t、GVW20t、GVW22tと呼称されるようになった。

## コンドルS/コンドルSS

### 初代（1988年-1992年）
1988年
登場。コンドル初のベッドレス車で、いすゞ・フォワードジャストン、三菱ふそう・ファイターミニヨン、日野・デーキャブレンジャーがライバルとなる。

### 2代目（1992年-2004年）
1992年
アトラスのモデルチェンジに伴い登場。
1994年

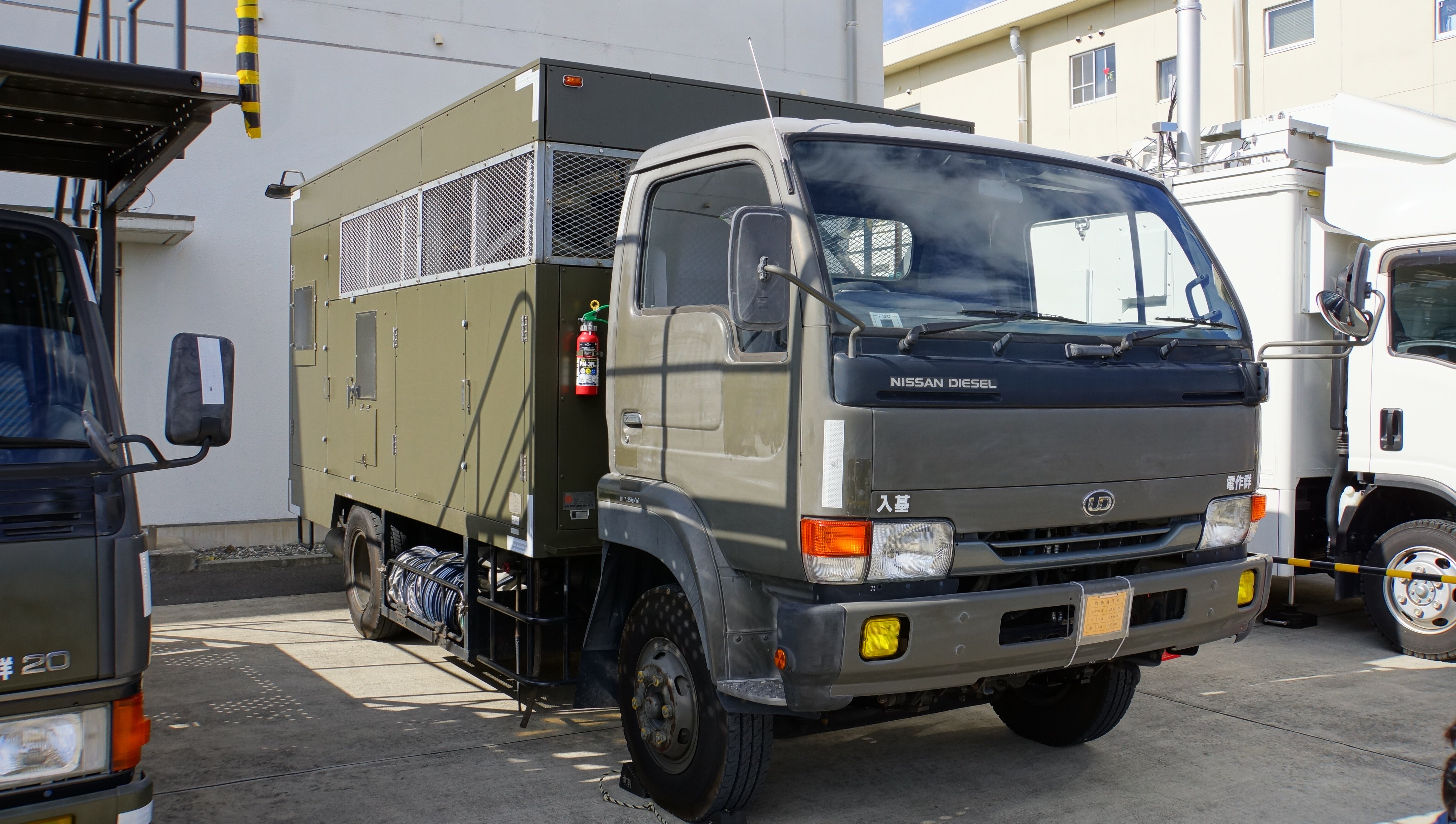
2代目コンドルS

マイナーチェンジ。フロントグリル、エンブレムを変更し、超軽量仕様4.6t車のコンドルSSを追加。キャッチコピーは「新発想・中型トラック」。CMには相田翔子を起用。
2004年
生産終了。

## 2トン系

### 初代（1981年-1991年）
1981年12月
バイソンの後継車種として日産・コンドル20/30を発売（H40型）。日産・アトラス200/300の兄弟車。
1982年12月
昭和57年排出ガス規制対応。
1983年1月
FD33Tエンジン搭載車及び保冷車新設。
1984年6月
一部改良。FD33エンジン及びエクストラパック新設。
1986年11月
マイナーチェンジ。フロントグリルの造形を変更。エンジンは、SD25からTD27に、FD33からFD35にそれぞれ変更。左右のドアに「UD」マークのエンブレムが付く。
1989年6月
日産ディーゼル・コンドル35（P-NK110型）追加。

### 2代目（1991年-1995年）
1991年10月
S41型発売（コンドル35は1992年）、日産ディーゼルブランドとして発売。輸出向けには2016年現在も販売されている。キャッチコピーは「敏感2トン」。CMにはかとうれいこを起用。
1993年10月
一部改良。標準キャビンハイルーフ仕様とセミロングホイールベース車を追加。エンジンは新たに過流室式ディーゼルのED35型を設定。また、ウレタン製ハンドルを全車標準装備化した。

### 3代目 コンドル20/30/35（1995年-2007年）

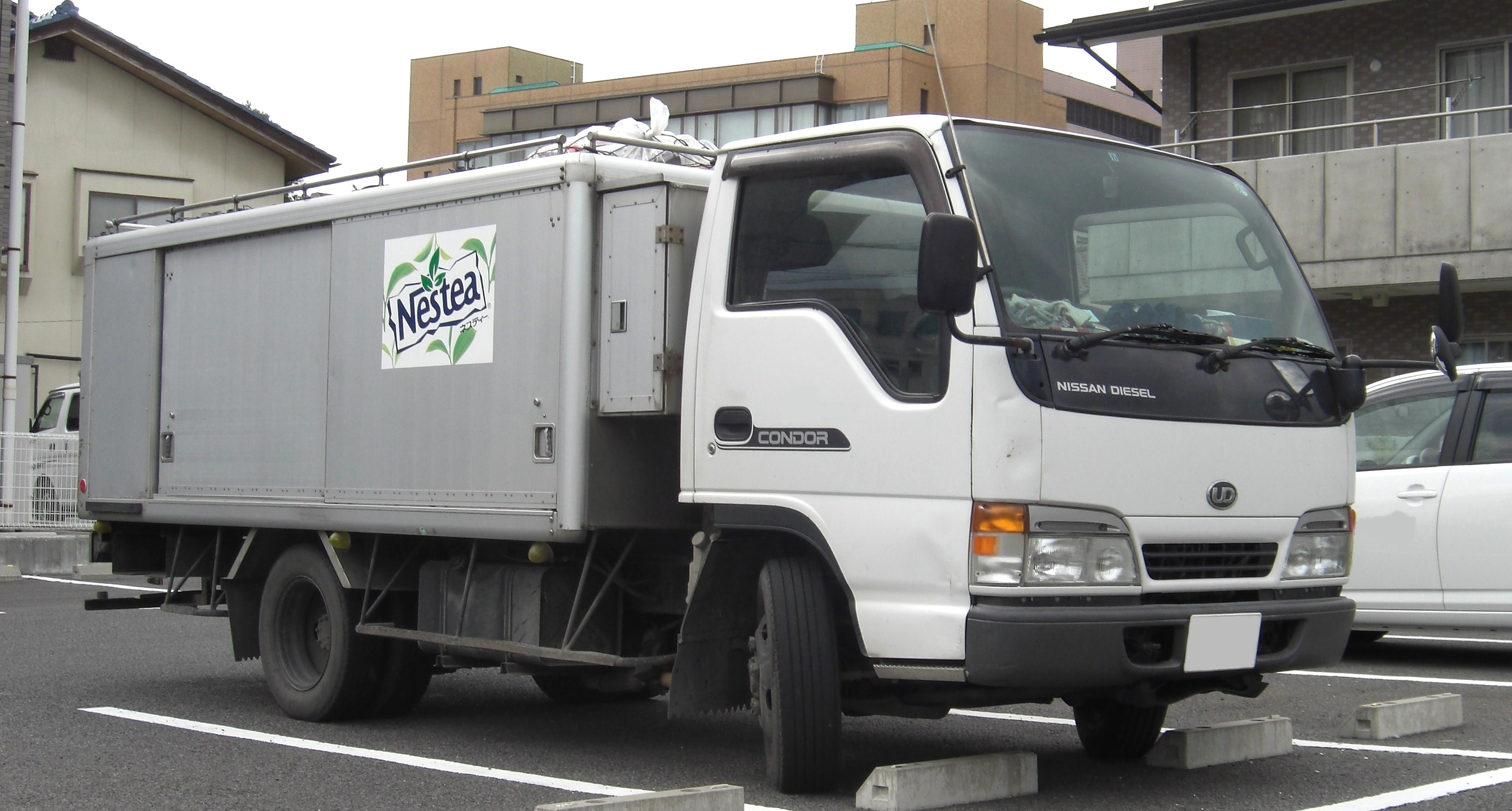
中期型

1995年
登場。5代目いすゞ・エルフのOEM車となる。積載量2t車は「コンドル20」、3t車は「コンドル30」、3.5t車は「コンドル35」となった。通称「コンドル太郎」。ステアリングのホーンボタンには楕円マークは入らず、元々ISUZUロゴの刻印されているスペースにNISSAN DIESELロゴが2行で入り、刻印されている。エンジンのISUZUロゴはそのまま存在している。
2000年8月10日
4.3L 4HF1型エンジンを搭載するコンドル20/30のCNG車を改良。ロングボディ車の燃料容器の容量を増大し、全車の燃料容器の搭載方法変更により架装性を向上し、荷台床面地上高を低減したほか、全車に電磁式リターダが標準採用され、新たに冷凍車専用シャシが設定された。
同時に4HG1型エンジンを搭載するコンドル20の低型4WD車についても、フルスーパーローダンプに4ナンバー車が追加されたほか、エンジン搭載位置の変更により荷台内寸法を増大した。また、クラッチフリーも標準採用となった。
2001年1月18日
コンドル20/30に4HG1-LPGエンジンを搭載するLPG車を追加。
2001年1月29日
一部改良。一部車種を除き、デュアルモードMTおよびABSを標準装備とした。また、3t車には規制緩和に対応した4ナンバー車を追加した。
2002年6月13日
改良を行い、環境性能を向上したほか、フロントグリルが変更され、フロントバンパーのボディ同色化が行われた。
2004年6月18日
マイナーチェンジ。フロントデザインが一新され、同時にCIが変更された。
2005年5月18日
CNG車を改良。搭載するエンジンを4.3Lエンジンから4HV1型 4.6Lエンジンに変更した。

### 4代目（2007年-2014年）

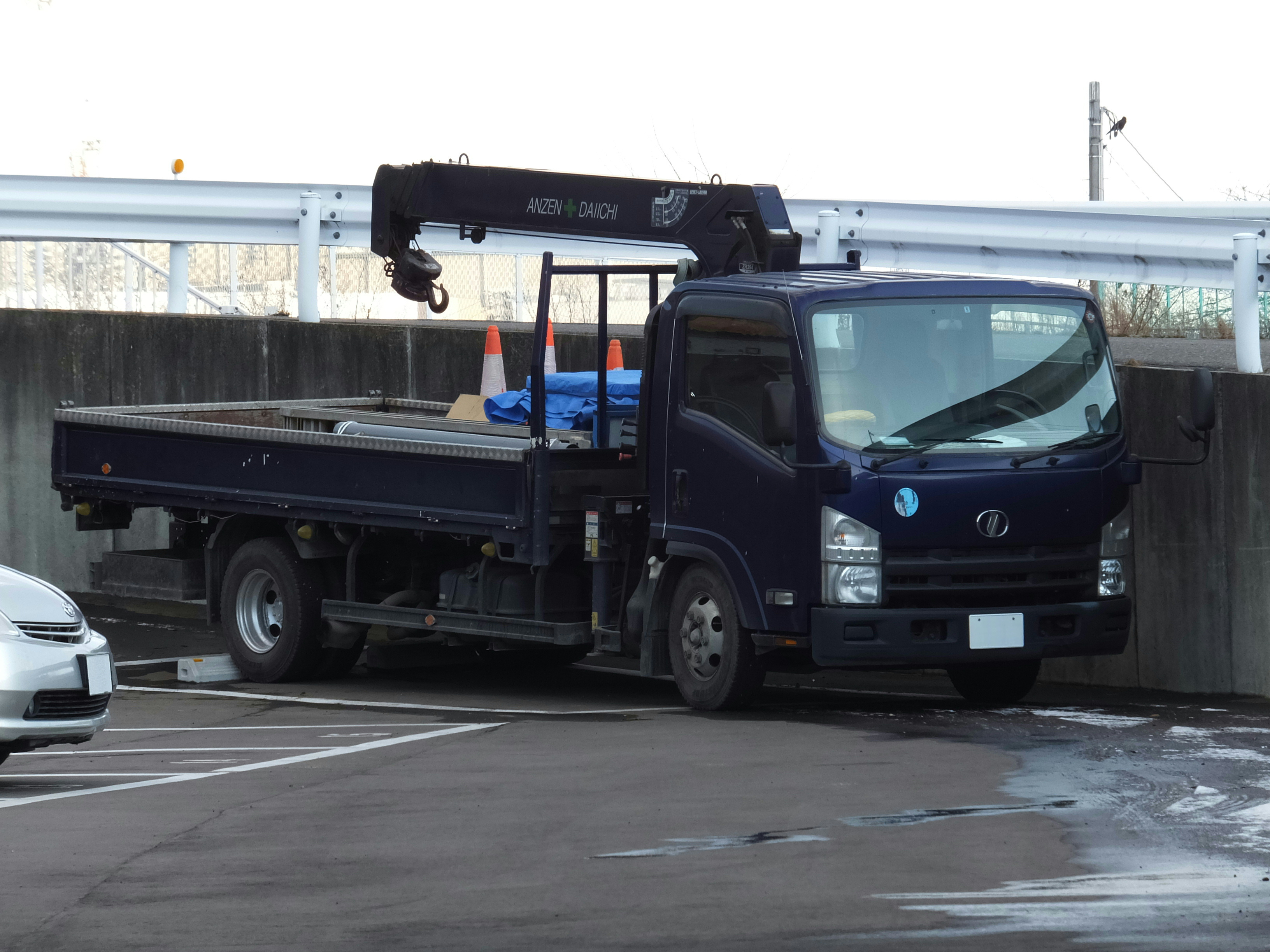
4代目ユニック車

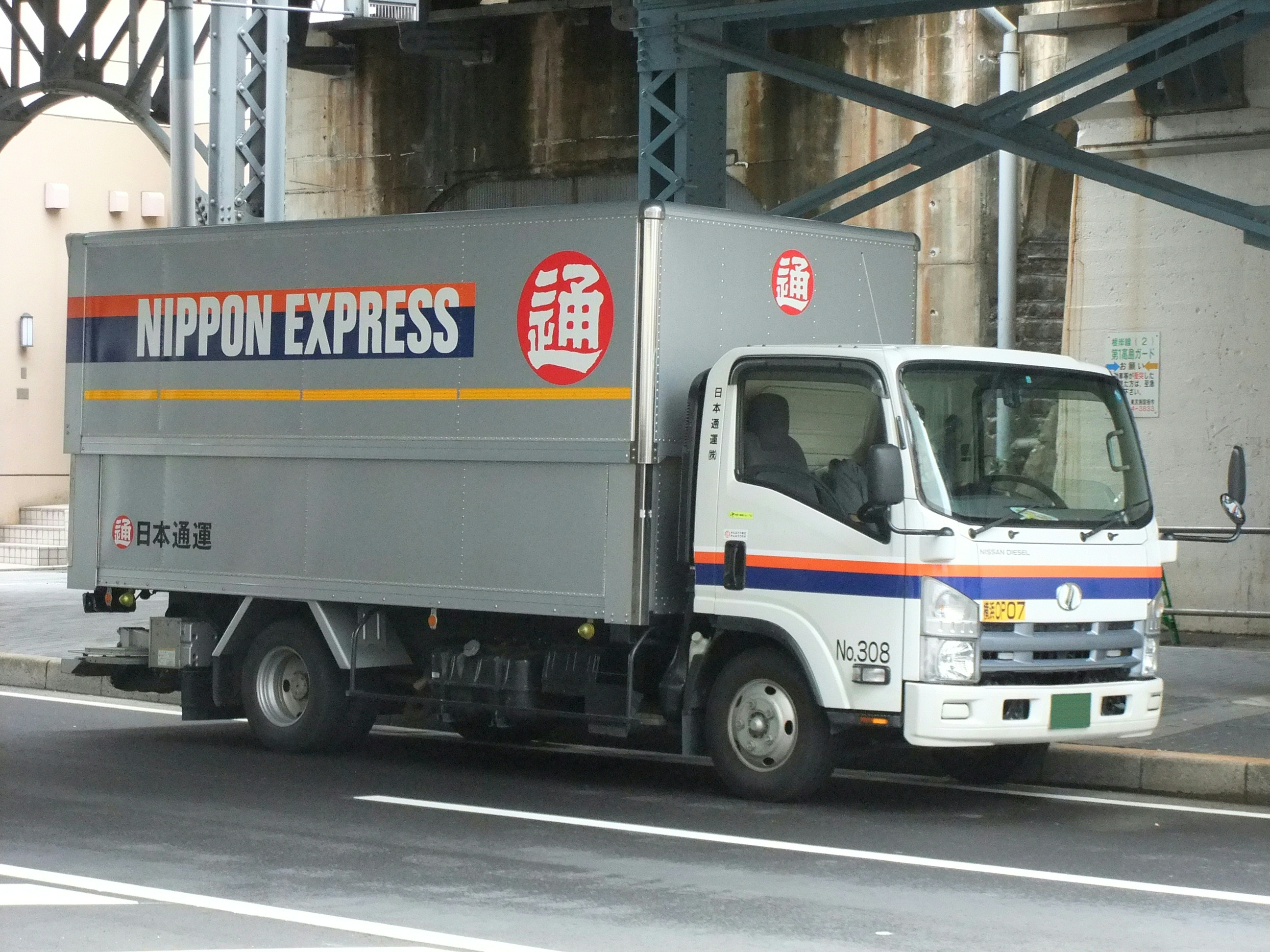
4代目OEM

2007年1月24日
フルモデルチェンジ。引き続きエルフのOEMとなる。
2007年3月5日
標準キャブ、セミワイドキャブ車を追加。エンジンは4JJ1-TCS型を搭載する。
2007年8月9日
CNG車をフルモデルチェンジ。エンジンは旧モデルと同じ4HV1型エンジンを搭載した。
2009年5月11日
一部改良。標準幅キャブにドアサイドターンランプを追加し平成22年4月に改正される灯火器規制に対応したほか、平成27年度重量車燃費基準達成車を拡大。
2011年9月26日
一部改良。CNG車以外のエンジンを全て3.0Lの4JJ1-TCS型に換装。UDトラックスの新CIも装着され、車名フォントも「CONDOR」から、中型モデルと同様（クオンと同じ書体）の「Condor」に変更。
2012年4月26日
一部改良。平成21年基準低排出ガス車の認定取得に加え平成27年度重量車燃費基準を達成し、適応車はエコカー減税による自動車重量税の減税の対象に。また、後方からの追突時に乗用車が車両の下に潜り込むことを防止するRUPD（リヤアンダーランプロテクションデバイス）を強化させ、安全性を向上。
2014年9月11日
後継車となるカゼットを発売。三菱ふそう・キャンターのOEMとなる。

## 1トン系

### 初代 F23型（1995年-2007年）
1995年6月
アトラスF23型車のマイナーチェンジと同時に設定される。通称「コンドル次郎」。日産ブランドとなる。アトラスとの相違点は、フロントグリルのほか、フロントウインドシールドの「NISSAN」の文字がアトラスの中央に対し、コンドルは左端。また、日産のCIマークが装着されない。
1997年8月
1.5トン系にQD32型を追加。A/T車設定車種が拡大される。
1999年6月
マイナーチェンジ。内外装の意匠変更のほか、搭載エンジンのうち、ガソリンエンジンをNA20SからKA20DE型に変更。運転席エアバッグがメーカーオプションで設定される。
2002年8月
一部改良、全車平成12・13年騒音規制に対応化、パワーウインドウ、タコメーター等の標準装備、オートマチック車のシフトポジションインジケーターの採用、リモートコントロールエントリーシステムのオプション設定など。また排気ブレーキ使用時にもブレーキランプが点灯されるように変更された。同時に日産の新しいCIマークが装着され、従来「NISSAN」の文字があった部分は、同時に改良が行われたアトラスと同様に、NE-01書体の「CONDOR」の車名に変更された。
2003年8月
KA20エンジンのG-LEV化がされる。
2004年8月
一部改良。QD32型エンジンを改良。装備を向上させる。

### 2代目 F24型（2007年-2013年）
2007年7月20日
日産自動車との合弁会社・日産ライトトラックの開発で、日産アトラスと共にフルモデルチェンジ。1.5tおよび2t車が用意され、ZD30DDTi、QR20DE型エンジンを搭載する。「NISSAN DIESEL」ブランドとなり、ドア下部には久々に「UD」マークを装着、「CONDOR」の車名フォントもNE-01書体から従来の物（2/3トン車と同様）に戻された。
2009年8月26日
平成27年度重量車燃費基準達成車を設定し、環境対応車普及促進税制に適応させた。
2011年3月
生産元を、UDトラックスからオートワークス京都に変更する。
2011年12月21日
1.15t～1.5ｔ系に搭載されるZD30DDTiエンジンを改良し、平成22年排出ガス規制に適合するとともに平成22年基準排出ガスPM30%低減レベルを達成。同時に平成27年度重量車燃費基準を達成し、平成21年基準「優」低公害車に認定（4WD車除く）。UDトラックスの新CIも装着され、車名フォントも「CONDOR」から、中型モデルと同様（クオンと同じ書体）の「Condor」に変更。これにより、これまで統一性の無かったコンドルシリーズの車名フォントは統一された事になる。
2012年7月19日
全車でシートベルトアンカーの新法規に対応。シートベルト取り付け位置を移設、ヘッドレストの高さの変更などを行い、乗員の安全性を向上。また、2トン系のディーゼルエンジンで、エンジンの低圧縮比化やコモンレール式超高圧燃料噴射システムの改良、酸化触媒及びDPF容量の拡大化などで排出ガス性能を向上したことで「ポスト新長期排出ガス規制（平成22年排出ガス規制）」に適合するとともに、エンジンの燃焼効率の改善とトランスミッションのギア比変更により燃費も向上され、「平成27年度重量車燃費基準」を達成した。ガソリン車においては「平成27年度燃費基準+5%」達成の対象車種が拡大し、「平成27年度燃費基準+10%」達成の対象車種が新たに設定された。
2013年夏
生産終了。後継車はカゼットである。

## ラインアップ
| 初代・2代目 - CM - CK（コンドル6） - CL - CP | 3代目 - MK - LK - PK - PW - MF（4t積4WD） - LF（6t積4WD） | 4代目 - MK - LK - PK - PW | 5代目 - MK - LK - PK - PW |

## 車名の由来
- コンドル科の鳥類のコンドルに由来する。 UDトラックスの前々身となる民生デイゼル工業時代にBR30型民生コンドル号というバスが存在し、コンドルの名称が使用されていた。